# AFCチャンピオンズリーグ2013 決勝トーナメント
本記事ではAFCチャンピオンズリーグ2013の決勝トーナメント（knockout phase）について述べる。
ノックアウトステージでは、すべての対戦はホーム・アンド・アウェー方式の2試合制となり、アウェーゴールルール、延長戦 (延長戦に突入した場合、アウェーゴールルールは適用されない)、PK戦が導入される。

## ラウンド16
ラウンド16の対戦相手はグループステージに先立って決定されており、各グループの勝者は同じゾーンの他グループ2位のチームと戦い、ホームの試合を第2戦で迎える。
| チーム #1                      | 合計  | チーム #2      | 第1戦 | 第2戦 |
| ------------------------------ | ----- | -------------- | ----- | ----- |
| アル・ガラファ                 | 1 - 5 | アル・シャバブ | 1 - 2 | 0 - 3 |
| アル・ジャイシュ               | 1 - 3 | アル・アハリ   | 1 - 1 | 0 - 2 |
| アル・ヒラル                   | 2 - 3 | レフウィヤ     | 0 - 1 | 2 - 2 |
| アル・シャバーブ               | 2 - 4 | エステグラル   | 2 - 4 | 0 - 0 |
| 北京国安                       | 1 - 3 | FCソウル       | 0 - 0 | 1 - 3 |
| ブリーラム・ユナイテッド       | 2 - 1 | ブニョドコル   | 2 - 1 | 0 - 0 |
| セントラルコースト・マリナーズ | 1 - 5 | 広州恒大       | 1 - 2 | 0 - 3 |
| 全北現代モータース             | 2 - 5 | 柏レイソル     | 0 - 2 | 2 - 3 |

### 第1戦
| 2013年5月14日 18:00 UTC+7 |

| ブリーラム・ユナイテッド            | 2 - 1    | ブニョドコル  |
| アナウィン 17分 · エッカチャイ 76分 | レポート | タラン 45+1分 |

| ブリーラム・スタジアム, ブリーラム 観客数: 18,603人 主審: ベンジャミン・ウィリアムス |

| 2013年5月14日 19:30 UTC+8 |

| 北京国安 | 0 - 0    | FCソウル |
|          | レポート |          |

| 北京工人体育場, 北京 観客数: 36,458人 主審: アンドレ・アル・ハッダード |

| 2013年5月14日 18:45 UTC+3 |

| アル・ガラファ      | 1 - 2    | アル・シャバブ                          |
| ブレッシアーノ 42分 | レポート | タグリアブエ 55分 · アルシャムラニ 83分 |

| サーニー・ビン・ジャーシム・スタジアム, ドーハ 観客数: 4,212人 主審: キム・ジョンヒョク |

| 2013年5月14日 19:00 UTC+3 |

| アル・ジャイシュ  | 1 - 1    | アル・アハリ        |
| アンデルソン 76分 | レポート | アル＝ムーサ 45+1分 |

| アフメド・ビン＝アリー・スタジアム, ライヤーン 観客数: 8,291人 主審: アリー・アブドゥルナビー |

| 2013年5月15日 19:30 UTC+10 |

| セントラルコースト・マリナーズ | 1 - 2    | 広州恒大                    |
| デューク 7分                   | レポート | バリオス 28分 · ムリキ 76分 |

| セントラルコースト・スタジアム, ゴスフォード 観客数: 8,953人 主審: マリク・アブドゥル・バシール |

| 2013年5月15日 19:00 UTC+9 |

| 全北現代モータース | 0 - 2    | 柏レイソル                   |
|                    | レポート | 工藤壮人 3分 · 増嶋竜也 74分 |

| 全州ワールドカップ競技場, 全州 観客数: 9,431人 主審: ムハンマド・アル・ザルーニー |

| 2013年5月15日 19:40 UTC+4 |

| アル・シャバーブ                        | 2 - 4    | エステグラル                                                        |
| ルイス・エンリケ 45+2分 · エジガル 85分 | レポート | サミュエル 55分 · ネクナム 72分 · マジーディー 80分 · ヘイダリ 89分 |

| マクトゥーム・ビン・ラーシド・アール・マクトゥーム・スタジアム, ドバイ 観客数: 6,375人 主審: 西村雄一 |

| 2013年5月15日 21:00 UTC+3 |

| アル・ヒラル | 0 - 1    | レフウィヤ    |
|              | レポート | ムサクニ 81分 |

| プリンス・ファイサル・ビン・ファハド・スタジアム, リヤド 観客数: 14,810人 主審: 金東進 |

### 第2戦
| 2013年5月21日 19:30 UTC+9 |

| FCソウル                                                      | 3 - 1    | 北京国安     |
| アジウソン 61分 · ユン・イルロク 70分 · コ・ミョンジン 90+5分 | レポート | カヌーテ 9分 |

| ソウルワールドカップ競技場, ソウル 観客数: 14,437人 主審: モフセン・トーキー |

FCソウルが二試合合計スコア 3 - 1で準々決勝に進出。
| 2013年5月21日 19:00 UTC+5 |

| ブニョドコル | 0 - 0    | ブリーラム・ユナイテッド |
|              | レポート |                          |

| ブニョドコル・スタジアム, タシュケント 観客数: 11,672人 主審: アブドゥッラー・バリデー |

ブリーラム・ユナイテッドが二試合合計スコア 2 - 1で準々決勝に進出。
| 2013年5月21日 20:45 UTC+3 |

| アル・アハリ                        | 2 - 0    | アル・ジャイシュ |
| セザル 24分 · アル＝バッサース 37分 | レポート |                  |

| キング・アブドゥッラー・スポーツシティ・スタジアム, ブライダ 観客数: 17,246人 主審: ヴァレンティン・コヴァレンコ |

アル・アハリが二試合合計スコア 3 - 1で準々決勝に進出。
| 2013年5月21日 20:50 UTC+3 |

| アル・シャバブ                                | 3 - 0    | アル・ガラファ |
| タグリアブエ 35分, 48分 · アスィーリー 90+2分 | レポート |                |

| キング・ファハド国際スタジアム, リヤド 観客数: 4,716人 主審: 當麻政明 |

アル・シャバブが二試合合計スコア 5 - 1で準々決勝に進出。
| 2013年5月22日 19:00 UTC+9 |

| 柏レイソル                                              | 3 - 2    | 全北現代モータース                 |
| 渡部博文 41分 · ジョルジ・ワグネル 51分 · 工藤壮人 69分 | レポート | 増嶋竜也 21分 (o.g.) · オリス 86分 |

| 日立柏サッカー場, 柏 観客数: 8,897人 主審: アブドゥッラー・アル・ヒラリ |

柏レイソルが二試合合計スコア 5 - 2で準々決勝に進出。
| 2013年5月22日 20:00 UTC+8 |

| 広州恒大                                      | 3 - 0    | セントラルコースト・マリナーズ |
| ムリキ 7分 · コンカ 45+1分 (pen.) · 郜林 68分 | レポート |                                |

| 天河体育中心体育場, 広州 観客数: 39,564人 主審: アブドゥルラフマン・アブドゥ |

広州恒大が二試合合計スコア 5 - 1で準々決勝に進出。
| 2013年5月22日 18:30 UTC+3 |

| レフウィヤ                | 2 - 2    | アル・ヒラル                                    |
| ディア 14分 · ムーサ 52分 | レポート | アル＝ファラジュ 64分 · アル＝シャルフーブ 78分 |

| アブドゥッラー・ビン・ハリーファ・スタジアム, ドーハ 観客数: 10,221人 主審: ピーター・グリーン |

レフウィヤが二試合合計スコア 3 - 2で準々決勝に進出。
| 2013年5月22日 21:00 UTC+4:30 |

| エステグラル | 0 - 0    | アル・シャバーブ |
|              | レポート |                  |

| アザディ・スタジアム, テヘラン 観客数: 25,700人 主審: 譚海 |

エステグラルが二試合合計スコア 4 - 2で準々決勝に進出。

## 準々決勝
準々決勝以降の抽選 (ホームとアウェーの試合の順序を決定する) はラウンド16の試合後、2013年6月20日にクアラルンプールのAFCハウスで開催された。この抽選では、異なるゾーンのチームの対戦が解禁される。また、カントリー・プロテクションが適用され、1つの協会から2つのチームが準々決勝に進んだ場合、同国同士の対戦は回避される。ただし、同一協会から3つ以上のチームが準々決勝に進出した場合、同国同士の対戦は回避できない。
| チーム #1      | 合計  | チーム #2                | 第1戦 | 第2戦 |
| -------------- | ----- | ------------------------ | ----- | ----- |
| アル・アハリ   | 1 - 2 | FCソウル                 | 1 - 1 | 0 - 1 |
| エステグラル   | 3 - 1 | ブリーラム・ユナイテッド | 1 - 0 | 2 - 1 |
| 柏レイソル (a) | 3 - 3 | アル・シャバブ           | 1 - 1 | 2 - 2 |
| 広州恒大       | 6 - 1 | レフウィヤ               | 2 - 0 | 4 - 1 |

### 第1戦
| 2013年8月21日 21:00 UTC+3 |

| アル・アハリ            | 1 - 1    | FCソウル              |
| アッ＝サワーディー 81分 | レポート | ダミヤノヴィッチ 10分 |

| キング・アブドゥルアズィーズ・スポーツシティ, シャラーイア 観客数: 25,012人 主審: アブドゥッラー・アル・バルシ |

| 2013年8月21日 20:45 UTC+4:30 |

| エステグラル | 1 - 0    | ブリーラム・ユナイテッド |
| ヘイダリ 2分 | レポート |                          |

| アザディ・スタジアム, テヘラン 観客数: 95,300人 主審: アブドゥルラフマン・アブドゥ |

| 2013年8月21日 19:00 UTC+9 |

| 柏レイソル    | 1 - 1    | アル・シャバブ  |
| 工藤壮人 21分 | レポート | メネガッゾ 44分 |

| 日立柏サッカー場, 柏 観客数: 11,299人 主審: キム・ジョンヒョク |

| 2013年8月21日 20:00 UTC+8 |

| 広州恒大                             | 2 - 0    | レフウィヤ |
| コンカ 73分 (pen.) · エウケソン 76分 | レポート |            |

| 天河体育中心体育場, 広州 観客数: 52,384人 主審: 金東進 |

### 第2戦
| 2013年9月18日 19:30 UTC+9 |

| FCソウル              | 1 - 0    | アル・アハリ |
| ダミヤノヴィッチ 90分 | レポート |              |

| ソウルワールドカップ競技場, ソウル 観客数: 18,094人 主審: 當麻政明 |

FCソウルが二試合合計スコア 2 - 1で準決勝に進出。
| 2013年9月18日 18:00 UTC+7 |

| ブリーラム・ユナイテッド | 1 - 2    | エステグラル                            |
| オスマル 38分            | レポート | オムランザデ 53分 · テイムリアン 90+2分 |

| ブリーラム・スタジアム, ブリーラム 観客数: 19,006人 主審: 佐藤隆治 |

エステグラルが二試合合計スコア 3 - 1で準決勝に進出。
| 2013年9月18日 20:15 UTC+3 |

| アル・シャバブ                | 2 - 2    | 柏レイソル                             |
| ハザジ 10分 · ファラータ 85分 | レポート | カク・テヒ 13分 (o.g.) · 近藤直也 73分 |

| キング・ファハド国際スタジアム, リヤド 観客数: 6,830人 主審: ナワフ・シュクララ |

柏レイソルが二試合合計スコア 3 - 3、アウェーゴール数 2 - 1で準決勝に進出。
| 2013年9月18日 18:15 UTC+3 |

| レフウィヤ         | 1 - 4    | 広州恒大                                          |
| 張琳芃 51分 (o.g.) | レポート | コンカ 14分 · エウケソン 16分, 77分 · ムリキ 31分 |

| レフウィヤ・スポーツ・スタジアム, ドーハ 観客数: 3,251人 主審: モハメド・アル・ザルーニ |

広州恒大が二試合合計スコア 6 - 1で準決勝に進出。

## 準決勝
| チーム #1  | 合計  | チーム #2    | 第1戦 | 第2戦 |
| ---------- | ----- | ------------ | ----- | ----- |
| FCソウル   | 4 - 2 | エステグラル | 2 - 0 | 2 - 2 |
| 柏レイソル | 1 - 8 | 広州恒大     | 1 - 4 | 0 - 4 |

### 第1戦
| 2013年9月25日 19:30 UTC+9 |

| FCソウル                                | 2 - 0    | エステグラル |
| ダミヤノヴィッチ 39分 · コ・ヨハン 47分 | レポート |              |

| ソウルワールドカップ競技場, ソウル 観客数: 12,774人 主審: ベンジャミン・ウィリアムス |

| 2013年9月25日 19:00 UTC+9 |

| 柏レイソル              | 1 - 4    | 広州恒大                                |
| ジョルジ・ワグネル 10分 | レポート | ムリキ 58分, 90+1分 · コンカ 67分, 82分 |

| 日立柏サッカー場, 柏 観客数: 11,932人 主審: ヴァレンティン・コヴァレンコ |

### 第2戦
| 2013年10月2日 19:00 UTC+4:30 |

| エステグラル                  | 2 - 2    | FCソウル                                     |
| オムランザデ 50分 · ガジ 75分 | レポート | ハ・デソン 37分 · キム・ジンギュ 80分 (pen.) |

| アザディ・スタジアム, テヘラン 観客数: 88,330人 主審: カリル・アル・ガムディ |

FCソウルが二試合合計スコア 4 - 2で決勝に進出。
| 2013年10月2日 20:00 UTC+8 |

| 広州恒大                                          | 4 - 0    | 柏レイソル |
| エウケソン 16分 · コンカ 57分 · ムリキ 79分, 87分 | レポート |            |

| 天河体育中心体育場, 広州 観客数: 41,000人 主審: アブドゥルラフマン・アブドゥ |

広州恒大が二試合合計スコア 8 - 1で決勝に進出。

## 決勝
| チーム #1 | 合計  | チーム #2    | 第1戦 | 第2戦 |
| --------- | ----- | ------------ | ----- | ----- |
| FCソウル  | 3 - 3 | 広州恒大 (a) | 2 - 2 | 1 - 1 |

| 2013年10月26日 19:30 UTC+9 |

| FCソウル                                      | 2 - 2    | 広州恒大                    |
| エスクデロ競飛王 11分 · ダミヤノヴィッチ 83分 | レポート | エウケソン 30分 · 郜林 58分 |

| ソウルワールドカップ競技場, ソウル 観客数: 55,501人 主審: ラフシャン・イルマトフ |

| 2013年11月9日 20:00 UTC+8 |

| 広州恒大        | 1 - 1    | FCソウル              |
| エウケソン 58分 | レポート | ダミヤノヴィッチ 63分 |

| 天河体育中心体育場, 広州 観客数: 55,847人 主審: ナワフ・シュクララ |

広州恒大が二試合合計スコア 3 - 3、アウェーゴール数 2 - 1で優勝。
| AFCチャンピオンズリーグ 2013 優勝 |
| --------------------------------- |
| 中華人民共和国の旗                |
| 広州恒大 初優勝                   |